# Bičevanje
Bičevanje, rjeđe flagelacija (od latinske riječ flagellum za "bič") predstavlja čin metodičkog udaranja ljudskog tijela. U užem smislu se pod time podrazumijeva udaranje za to posebno napravljenim predmetima kao što je bič. Bičevanje se najčešće primjenjuje na osobu protiv njene volje, odnosno kao vrsta tjelesne kazne, ali se također može primijeniti i dobrovoljno - kao dio religijskog obreda (samobičevanje) ili radi postizanja sadomazohističkog užitka.

## Vanjske poveznice
- "Forensic and Clinical Knowledge of the Practice of Crucifixion" by Dr. Frederick Zugibe
- Pilot Guides - Flogging in penal Australia (including animation)  Arhivirana inačica izvorne stranice od 13. lipnja 2006. (Wayback Machine)
- Zanjeer Zani
- Catholic Encyclopedia: Flagellation
- Suffering and Sainthood The importance of penance and mortification in the Catholic Church